# Ukon (poétesse)
Pour les articles homonymes, voir Ukon.
Ukon (右近) (dates inconnues) — est une poétesse japonaise de l'époque de Heian. Elle est également dame d'honneur d'Onshi, l'épouse de l'empereur Daigo.

## Biographie
Elle appartient au clan Fujiwara. Son père est Fujiwara no Su'e nawa.
Elle a écrit pendant une trentaine d'années. En 933, elle compose le poème pour la célébration de maturité de la princesse Koshi. En 960 et 962, elle prend part aux compétitions de poésie de la cour. En 966, elle participe au concours de poésie tenu dans les jardins de la cour. Elle échange des poèmes avec le prince Motoyoshi, Fujiwara no Atsutada, Fujiwara no Morosuke, Fujiwara no Morouji, Fujiwara no Asatada et Minamoto no Shitagō. Son nom est inclus dans la liste des trente-six poétesses immortelles. 
Ses poèmes sont inclus dans les anthologies Hyakunin Isshu, Gosen Wakashū etc. 
Du Hyakunin Isshu le poème no 8 :
  Wasuraruru

Mi woba omowazu

  Chikahite-shi

Hito no inochi no

Oshiku mo aru kana.
Dame Ukon a été abandonnée par son mari et dans ce poème, elle ne pleure pas tant sur son propre chagrin que sur le danger de vengeance divine qu'encoure son mari qui a rompu son serment juré.